# Segunda Batalla de Clusio
La batalla de Clusio ocurrió a fines de 82 a. C. entre el ejército optimate comandado por Pompeyo y el popular comandado por Gayo Carrinas y Gayo Marcio Censorino, en el marco de la primera guerra civil.
Tras las derrotas de Favencia y Fidencia, el comandante popular Gneo Papirio Carbón se desanimó mucho, y, a pesar de disponer de treinta mil hombres cerca de Clusio y de las dos legiones de Lucio Junio Bruto Damasipo, además del contingente de samnitas y lucanos, huyó a África. Las tropas que había en Clusio se pusieron bajo el mando conjunto de Carrinas y de Marcio Censorino. Sin embargo, fueron atacados por Pompeyo y en la batalla que se entabló, perdieron dos tercios del ejército, tras lo cual huyeron ante Damasipo. En la batalla se destacaron, como lugartenientes de Pompeyo, Publio Servilio Vatia y su hermano.